# Люди, сделавшие землю круглой
«Люди, сделавшие Землю круглой» — российский четырёхсерийный документальный фильм Валдиса Пельша, повествующий о зарождении дальней авиации и истории советских трансполярных перелётов в 1930-х годах.

## Сюжет
Четырёхсерийный документальный фильм посвящён главному триумфу отечественной авиации 1930-х годов — сверхдальним трансполярным перелетам, которые совершили экипажи Героев Советского Союза В. П. Чкалова и М. М. Громова. В непереносимых условиях они совершили беспосадочный полёт Москва — Северный полюс — Северная Америка.
Сюжет основан на уникальных документах, о существовании которых ранее не было известно. Среди них — дневники и рукописи лётчика Георгия Байдукова, второго пилота экипажа Чкалова, недавно найденные членами его семьи. Они позволяют пролить свет на достоверную историю судеб советских героев.

## Создание
В начале 2012 года во время ремонта на даче Георгия Байдукова тележурналист Дмитрий Хаустов, супруг внучки Байдукова, обнаружил архив лётчика. Хаустов предложил другу Валдису Пельшу, увлекающемуся историей русской авиации, снять фильм. Весной 2013 года Пельш представил доклад в Русском географическом обществе и выиграл грант в пять миллионов рублей на съёмки фильма.
Грант был вручён президентом России В. В. Путиным 30 апреля 2013 года в Константиновском дворце в Санкт-Петербурге на пятом заседании Попечительского Совета Русского географического общества.. Также деньги на съёмку дали компании «ВТБ Страхование» и «Транзит ДВ». 60 % бюджета фильма ушло на раскрашивание чёрно-белых кадров кинохроники.
Работа над фильмом заняла около двух лет.
Перед съёмкой сценарий был одобрен дочерью Валерия Чкалова Ольгой Валерьевной и вдовой М. М. Громова Ниной Георгиевной Громовой.
Премьерный показ фильма состоялся в рамках кинопрограммы первого Фестиваля Русского географического общества 3 ноября 2014 года. Телевизионная премьера состоялась 22 и 23 февраля[прояснить] на Первом канале.

## Награды и номинации
- Кинопремия «Corporate Media & TV Awards» Канны (2015): номинация «История и цивилизация». Награда Серебряный дельфин.